# 徐可先
徐可先（生年不詳—卒年不詳），字聲服，號梅坡，江南省常州府武進縣（今屬江蘇常州市）人。清朝初年政治人物。

## 經歷
順治四年（1647年）丁亥科第三甲第一百十二名同進士出身。授直隸束鹿縣知縣，有平定盜匪功績。
順治五年（1648年），改任龍泉縣知縣。遷刑部主事。順治十五年（1658年）任山東登州府知府。遷刑部郎中。
康熙十六年（1677年）由刑部江西清吏司郎中調任河間府知府。後升山東提學副使，請求歸鄉。卒祀束鹿名宦祠。
娶妻謝瑛。

## 事跡
龍泉自兵亂之後，人民遷徙逃散，剩下荒山野嶺、頹垣殘壁、幾縷炊煙，徐可先到任知縣，設立義勇，嚴格實行保甲，戢除擾民兵卒，招徠流民復業；視庶民如子弟，拊循而不忍責罵，捐俸祿救濟貧乏者。有怙惡土豪瞿履豐、瞿履豫兄弟勾結營弁兵吏草菅良民，為該縣毒害；徐可先密報上級官員後，談笑間捕殺之。縣有秋米舊徵折色，清朝定鼎之初，用兵需餉，改回徵收本色秋米，但運送過程因水路攤高水急，常有沈船；徐可先於順治八年（1651年）申訴力請重新恢復折銀繳交。流逋聚集，產業復興，重建濟川橋及鄉之梧桐橋等橋共五百餘丈，以便利行旅。禁止溺殺女嬰，推崇建立學校，恩待士人，軍事平息之後主持講解經學，使風俗為之一變。署理慶元縣知縣，禁止四款弊政：私派稅賦、僉點收頭交際、科里長大戶買米送兵營，請示上官後刻石永遠禁革。
徐可先任河間府知府時，正值三藩之亂，清軍兵馬大舉南征。徐可先到任後立即練兵備戰、協助軍報傳驛。又正好歲荒，勞心計議賑卹、施錢米、棉衣。主修轄下招遠縣縣志。

## 著作
- 修纂《龍泉縣志》十卷
- 修纂《河間府志》二十二卷
- 修纂《招遠縣志》十二卷